# Osyris compressa

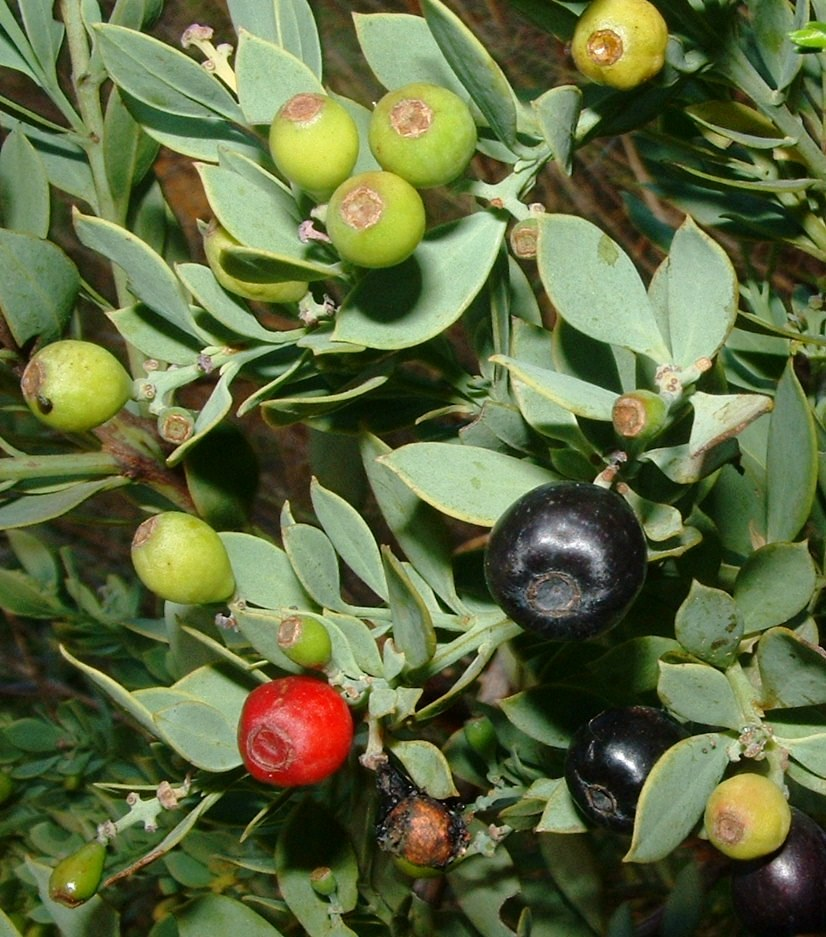
Blätter und Früchte

Osyris compressa ist eine Pflanzenart in der Familie der Sandelholzgewächse aus Mosambik und Südafrika.

## Beschreibung
Osyris compressa wächst als immergrüner und reich verzweigter Strauch bis etwa 5 Meter hoch. Der Stamm kann bis zu 25 Zentimeter dick werden.
Die einfachen, wechselständigen, eng stehenden und kurz gestielten, steifen, ledrigen, dicklichen Laubblätter sind meist gegenständig. Der kurze Blattstiel ist bis 4 Millimeter lang. Die ganzrandigen, kahlen und spitzen oder bespitzten bis stachelspitzigen, eiförmigen bis elliptischen, lanzettlichen oder verkehrt-eiförmigen, glauken teils „bereiften“  Blätter sind bis 4,5–5 Zentimeter lang und bis 2–2,5 Zentimeter breit.
Es werden end- oder achselständige Rispen mit dichten, doldigen Blütengruppen an den Zweigenden gebildet. Die sehr kleinen, gelb-grünen und meist vierzähligen, zwittrigen, kurz gestielten Blüten besitzen eine einfache Blütenhülle, die Kelchblätter fehlen. Der sehr kleine Blütenbecher ist verkehrt-konisch mit leicht gewelltem Rand, die sehr kleinen Kronblätter sind dreieckig und 1,6–1,7 Millimeter lang, mit minimal eingeschlagener Spitze. Es sind meist 4 sehr kurze, fast sitzende Staubblätter mit an der Basis bärtigen Staubfäden vorhanden. Der einkammerige Fruchtknoten ist unterständig mit sehr kurzem, dicklichem Griffel mit geteilter Narbe mit kugeligen Segmenten. Es ist ein fleischiger und viereckiger Diskus vorhanden.
Es werden kleine, rote später schwarz-blaue bis schwarze, bis etwa 10–15 Millimeter große und rundliche bis verkehrt-eiförmige, glatte, fleischige, einsamige Steinfrüchte (Scheinfrucht) mit kleinen, runden Perigon- und Diskusresten gebildet.

## Verwendung
Die Früchte sind essbar.
Die Rinde und die frischen Blätter können zum Gerben verwendet werden.
Aus der Rinde, dem Holz, Samen und Wurzeln werden aromatische Öle hergestellt.
Das duftende, harte Holz wird für Schnitzereien und als Räucherwerk verwendet.